# ルラーノ
ルラーノ（伊: Lurano  ( 音声ファイル)）は、イタリア共和国ロンバルディア州ベルガモ県にある、人口約2,800人の基礎自治体（コムーネ）。

## 地理

### 位置・広がり
ベルガモ県のコムーネ。県都ベルガモから南へ15km、州都ミラノから東北東へ37kmの距離にある。

#### 隣接コムーネ
隣接するコムーネは以下の通り。
- アルチェネ
- ブリニャーノ・ジェーラ・ダッダ
- カステル・ロッツォーネ
- ポニャーノ
- スピラーノ

### 地震分類
イタリアの地震リスク階級 (it) では、3 に分類される
。